# Elogia Scipionum

Sarcophage de Scipio Barbatus avec son inscription, conservé au Vatican.

On appelle elogia Scipionum (« éloges des Scipions ») les inscriptions retrouvées dans le tombeau des Scipions à Rome et présentant un éloge en vers saturnien. L'éloge est similaire à une laudatio funebris abrégée. Il s'agit en particulier des épitaphes de Lucius Cornelius Scipio Barbatus et de Lucius Cornelius Scipio.
Par l'usage du vers saturnien ces inscriptions témoignent d'un attachement à la tradition romaine tandis que la présentation des qualités morales du défunt est plus un apport de l'hellénisation.

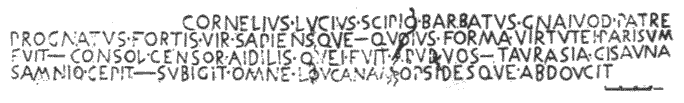
Texte de l'inscription de Barbatus.